# Franciscus Xaverius Rocharjanta Prajasuta
Franciscus Xaverius Rocharjanta Prajasuta MSF (ur. 3 listopada 1931 w Nguntaranadi, zm. 28 lipca 2015) – indonezyjski duchowny katolicki, biskup diecezjalny Banjarmasin 1983–2008.

## Życiorys
Święcenia kapłańskie otrzymał 19 grudnia 1959.
6 czerwca 1983 papież Jan Paweł II mianował go biskupem diecezjalnym Banjarmasin. 23 października 1983 z rąk biskupa Wilhelmusa Demarteau przyjął sakrę biskupią. 14 czerwca 2008 ze względu na wiek złożył rezygnację z zajmowanej funkcji.
Zmarł 28 lipca 2015. 